# Boutancourt
Boutancourt is een plaats en voormalige gemeente in het Franse departement Ardennes in de regio Grand Est en telt 281 inwoners (1999). De plaats maakt deel uit van het arrondissement Charleville-Mézières.

## Geschiedenis
Boutancourt maakte deel uit van het kanton Flize totdat dit op 22 maart 2015 werd opgeheven en de gemeente werd opgenomen in het kanton Nouvion-sur-Meuse. Op 1 januari 2019 werd  de gemeente  opgeheven en opgenomen in de gemeente Flize.

## Geografie
De oppervlakte van Boutancourt bedraagt 3,0 km², de bevolkingsdichtheid is 93,7 inwoners per km².
De onderstaande kaart toont de ligging van Boutancourt met de belangrijkste infrastructuur en aangrenzende gemeenten.

## Demografie
Onderstaande figuur toont het verloop van het inwonertal (bron: INSEE-tellingen).

Vanwege een beveiligingsprobleem met de MediaWiki Graph-software is het momenteel niet mogelijk deze grafiek weer te geven. Zodra de software is bijgewerkt zal de grafiek vanzelf weer zichtbaar worden.